# Stejărișul de baltă Panic
Stejărișul de baltă Panic este o arie protejată de interes național ce corespunde categoriei a IV-a IUCN (rezervație naturală de tip forestier și peisagistic) situată în județul Sălaj, pe teritoriul administrativ al comunei Hereclean.

## Localizare
Aria naturală se află în extremitatea nord-vestică a județului Sălaj, pe teritoriul nord-estic al  satului Panic (în apropierea rezervației naturale Stejărișul Panic), lângă drumul național DN1F, Cluj-Napoca - Zalău

## Descriere

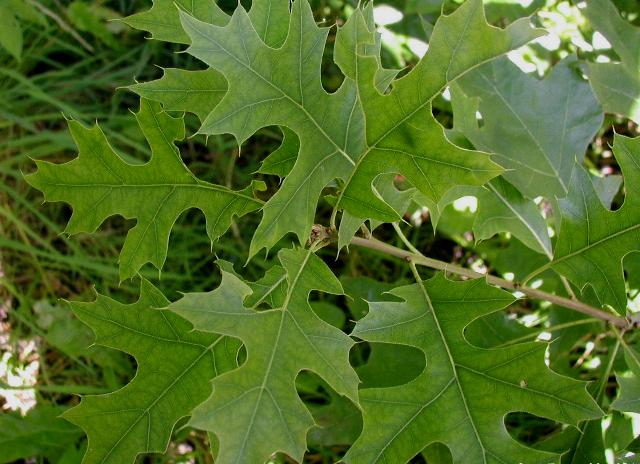
Stejar de baltă (Quercus palustris)

Rezervația naturală a fost declarată arie protejată prin Legea Nr.5 din 6 martie 2000 (privind aprobarea Planului de amenajare a teritoriului național - Secțiunea a III-a - zone protejate) și se întinde pe o suprafață de 1,70 hectare.
Aria protejată reprezintă o zonă împădurită cu rol de protecție pentru un arboret din specia stejar de baltă (Qercus palustris). 
Stejarul de baltă este o specie originară din partea central-estică a Americii de Nord, rezistentă la geruri și tolerantă la soluri uscate și nisipoase. 
Aria naturală adăpostește o mare varietate faunistică alcătuită din mamifere (căprioară, vulpe, iepure de câmp, veveriță, șoarece de câmp), păsări (fazan, pițigoi, ciocănitoare, gaiță, mierlă, privighetoare, cinteză, vrabie), reptile și broaște.